# Rjúkjú-szigeteki légykapó
A Rjúkjú-szigeteki légykapó (Ficedula owstoni) a madarak osztályának verébalakúak (Passeriformes) rendjéhez és a  légykapófélék (Muscicapidae) családjához tartozó faj.

## Rendszerezése
A fajt Outram Bangs amerikai zoológus írta le 1901-ban, a Zanthopygia nembe Zanthopygia owstoni néven. Egyes szervezetek a nárcisz légykapó (Ficedula narcissina) alfajaként sorolják be Ficedula narcissina owstoni néven.

## Előfordulása
Japánhoz tartozó Rjúkjú-szigetek területén honos. Természetes élőhelyei a szubtrópusi vagy trópusi száraz erdők. Vonuló faj.

## Természetvédelmi helyzete
Az elterjedési területe nagyon nagy, egyedszáma pedig stabil. A Természetvédelmi Világszövetség Vörös listáján nem fenyegetett fajként szerepel.